# ضخامة الكبد والطحال
ضخامة الكبد والطحال (بالإنجليزية: Hepatosplenomegaly ويختصر HSM)‏ هو زيادة متزامنة في حجم الكبد (تضخم الكبد) والطحال (تضخم الطحال). تحدث ضخامة الكبد والطحال في حالات التهاب الكبد الفيروسي وكثرة الوحيدات العدوائية وداء النوسجات وقد تكون علامة لمرض اختزان في الجسميات الحالة وهي حالة خطيرة تهدد الحياة. كما يعد فرط ضغط الدم الوريدي عامل خطر لحدوث ضخامة الكبد والطحال، ويمكن أن يحدث في حالات قصور الجانب الأيمن من القلب.

## الأسباب
- العدوى:
  - التهاب الكبد الفيروسي الحاد[1][2]
  - كثرة الوحيدات العدوائية[1][2]
  - الفيروس المضخم للخلايا[1][2]
  - الحصبة الألمانية[1]
  - بروسيلا[3]
  - متلازمة الملاريا مفرطة الفعالية[1]
  - داء الليشمانيات[1]
  - داء المتورقات
  - حمى التيفوئيد[4]
  - داء البلهارسيات
  - داء الفيلاريات
  - طاعون إنتان الدم
- أمراض الدم:
  - مرض التكاثر النقوي[1][2]
  - ابيضاض الدم[1][2]
  - لمفوما[1][2]
  - فقر الدم الخبيث[2]
  - فقر الدم المنجلي[2]
  - ثلاسيميا[2]
  - التليف النقوي[1]
- أمراض الاستقلابية:
  - مرض نيمان-بيك
  - داء غوشيه
  - متلازمة هيرلر
- أخرى:
  - مرض الكبد المزمن[2]
  - فرط ضغط الدم البابي[2]
  - التهاب الكبد النشط المزمن[2]
  - داء نشواني[2]
  - ضخامة الأطراف[2]
  - الذئبة الحمراء[2]
  - الغرناوية
  - داء المثقبيات الأفريقي
  - تعاطي المخدرات
  - سمنة
- أمراض نادرة:
  - تصخر العظم
  - نقص السلفاتاز المتعدد
  - نقص ليباز البروتين الشحمي